# Bernheze

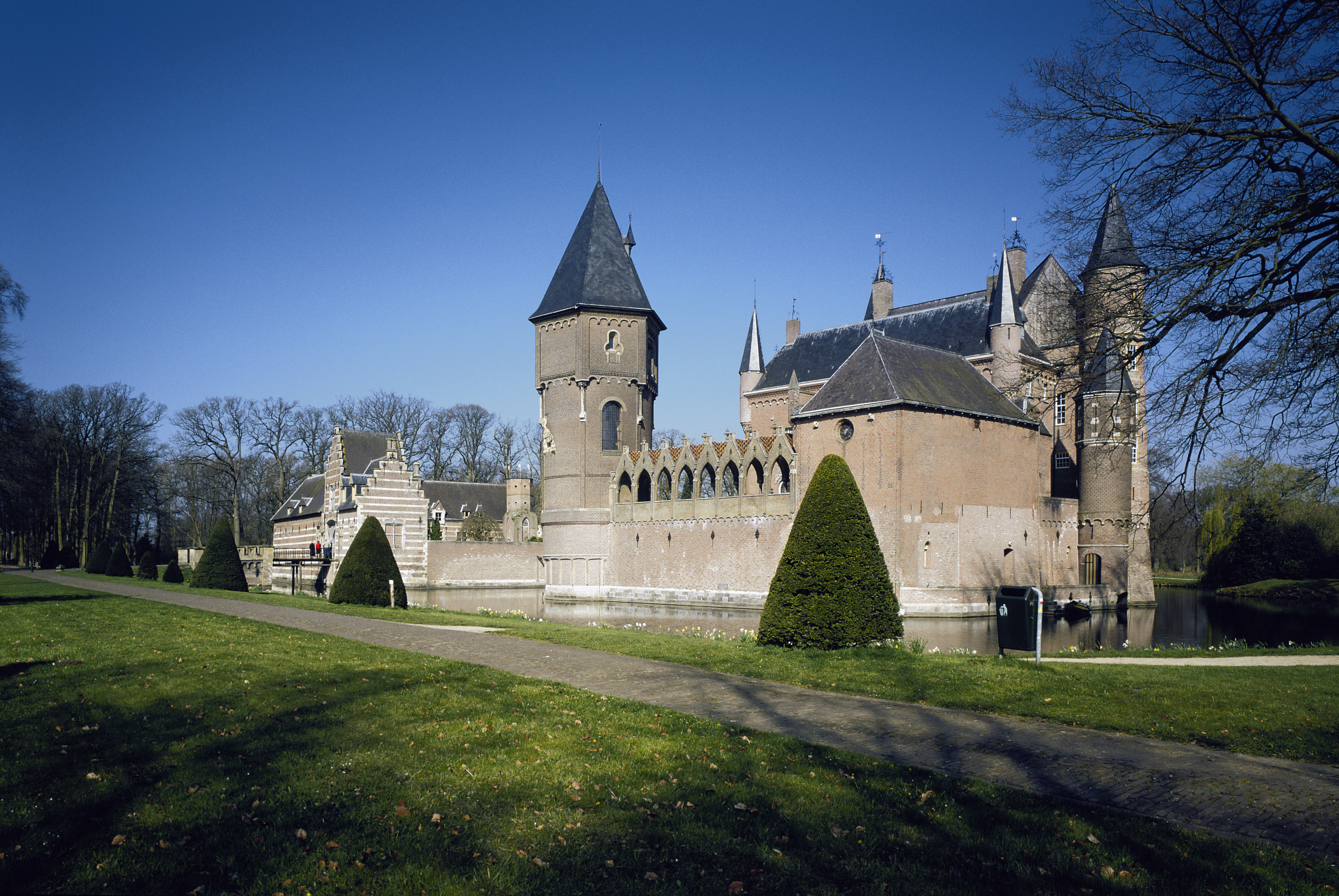
Heeswijk slott.

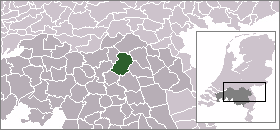
Bernhezes läge.

Bernheze är en kommun i provinsen Noord-Brabant i Nederländerna. Kommunens totala area är 90,38 km² (där 0,61 km² är vatten) och invånarantalet är 29 758 invånare (januari 2012).